# Nikolaj Markussen
Nikolaj Rømer Berg Markussen (Helsinge, 1988. augusztus 1. –) világ- és Európa-bajnok dán kézilabdázó, balátlövő, a Team Tvis Holstebro játékosa.

## Pályafutása

### Klubcsapatokban
Pályafutását a Nordsjælland Håndbold csapatában kezdte, majd két szezont követően Spanyolországba igazolt, az Atlético Madrid együtteséhez. A fővárosi csapattal 2012-ben kupagyőztes lett. 2013 márciusában a katari el-Dzsaisban folytatta pályafutását. A 2014-2015-ös idényt megelőzően visszatért hazájába, a Skjern Håndbold szerződtette. Egy idény elteltével átigazolt a Bjerringbro-Silkeborghoz, akikkel a 2015-2016-os szezon végén bajnoki címet nyert. Öt szezont töltött a klubnál, majd 2020 februárjában hivatalossá vált, hogy 2020 nyarától a Telekom Veszprém kézilabdázója lesz. Magyar Kupát nyert a bakonyi csapattal a 2020-2021-es szezonban, a magyar élvonalban 21 mérkőzésen 45 alkalommal volt eredményes. Egy év után távozott veszprémből, és a Team Tvis Holstebro játékosa lett. Öt évre írt alá a dán csapathoz.

### A válogatottban
A dán válogatottban 2010-ben mutatkozott be. Tagja volt a 2012-ben Európa-bajnok, és a 2019-ben világbajnok csapatnak is, részt vett a 2012-es londoni olimpián.